# توربيون
توربيون هو نادي كرة قدم تشادي ينتمي لمدينة انجمينا، وهو أكثر ناد تتويجا في دوري تشاد الممتاز ب 6 ألقاب . يلعب مبارياته ب ملعب أومنيسبورتس إدريس محمد أويا .

## ألقابه
- دوري تشاد الممتاز : 6

1987, 1991, 1997, 2000, 2001, 2010.
- كأس تشاد: 3

1987, 1989, 2008.
- كأس السوبر التشادي: 1

2008.